# Шелестовский сельский совет Харьковской области
Шелестовский сельский совет — входит в состав Коломакского района Харьковской области Украины.
Административный центр сельского совета находится в селе Шелестово.

## История
- 1920 — дата образования.

## Населённые пункты совета
- село Шелестово
- село Белоусово
- село Григоровка
- село Нагально
- село Пащеновка
- село Петропавловка
- село Подлесное
- село Цепочкино

### Ликвидированные населённые пункты
- село Лесное
- село Сенькова Балка